# Манастир Пантократор
Манастир Пантократор (грч. Μονη Παντοκρατορος) јесте православни манастир на Светој гори. Седми у хијерархији светогорских манастира.

## Опис
Манастир Пантократор се налази на североистоку полуострва Атос, у близини рушевина древног града. Налази се на стеновитом брежуљку на висини од 50 метара. Пантократор је правоугаона тврђаве пушкарница и интерно подељена на два дела. У првом су: монашке келије, разне радионице и виски торањ са приделнои црквом, на другом - саборни храм посвећен Преображењу Господњем, звоник, и трпезарија.
Манастир се од 1988. године, заједно са осталих деветнаест светогорских манастира, налази на УНЕСКО-вој листи светске баштине у склопу споменика средњег века обједињених под заштићеном целином Планина Атос.

## Историја
Манастир су основали два грчка племића који су у монаштву узели имена Алекс и Јован. Међутим, постоји и предање по ком је манастир основао цар Алексије I Комнин.
Први пут манастир се помиње у 1358. године. 1362. манастир је обновљен уз учешће цариградског патријарха Калиста I. Након обнове у манастиру су живели патријарх Калист II Ксанфопул и Солунски архиепископи Теон и Симеон.

## Реликвије
- Мошти свештеномученика Теодора Стратилата
- Мошти светих безсребреника Козме и Дамјана
- Честице животворнога крста
- Штит Великог Меркурија Цесаријског
- Иконостас, вероватно најстарији на Светој гори
- Икона Богородице Геронтиса (заштитнице манастира) - једна од најцењенијих чудотворних иконе Свете горе.